# Saint-Julien (Côtes-d'Armor)
Pour les articles homonymes, voir Saint-Julien.
Saint-Julien [sɛ̃ʒyljɛ̃] est une commune française située près de Saint-Brieuc dans le département des Côtes-d'Armor, en région Bretagne.
Nombre d'habitants : 2200

## Toponymie
Le nom de la localité est attesté sous la forme Sainct Julien en 1630, Ville-Jégu en 1730.

On trouve quelquefois l'appellation Saint-Julien de la Coste au XVIIIe siècle.
Saint-Julien tire son nom de la chapelle dédiée à Saint-Julien devenue église paroissiale .
La commune est appelée Sant-Juluan-Pentevr en breton.

## Histoire

### LeXXesiècle

#### Les guerres duXXesiècle
Le monument aux morts porte les noms des 34 soldats morts pour la Patrie :
- 30 sont morts durant la Première Guerre mondiale ;
- 4 sont morts durant la Seconde Guerre mondiale.

## Héraldique
| Blason | Blasonnement : Parti : au premier d'argent aux deux rinceaux de chêne de sinople passés en sautoir soutenus d'une jumelle ondée d'azur, au second fascé d'or et de gueules de six pièces ; au chef d'hermine brochant sur le parti. |

## Géographie

### Communes limitrophes
| Ploufragan   | Ploufragan   | Trégueux |
| Plaine-Haute | Saint-Julien | Plédran  |
| Plaine-Haute | Plaintel     | Plaintel |

### Hydrographie
Pour un article plus général, voir Réseau hydrographique des Côtes-d'Armor.
La commune est située dans le bassin Loire-Bretagne. Elle est drainée par le Gouët et le Pissaron,,.
Le Gouët, d'une longueur de 47 km, prend sa source dans la commune du Haut-Corlay et se jette  dans la baie de Saint-Brieuc en limite de Plérin et de Saint-Brieuc, après avoir traversé 16 communes.  Les caractéristiques hydrologiques du Gouët sont données par la station hydrologique située sur la commune. Le débit moyen mensuel est de 1,69 m3/s. Le débit moyen journalier maximum est de 20,8 m3/s, atteint lors de la crue du 28 février 2010. Le débit instantané maximal est quant à lui de 30,3 m3/s, atteint le 6 février 2014.

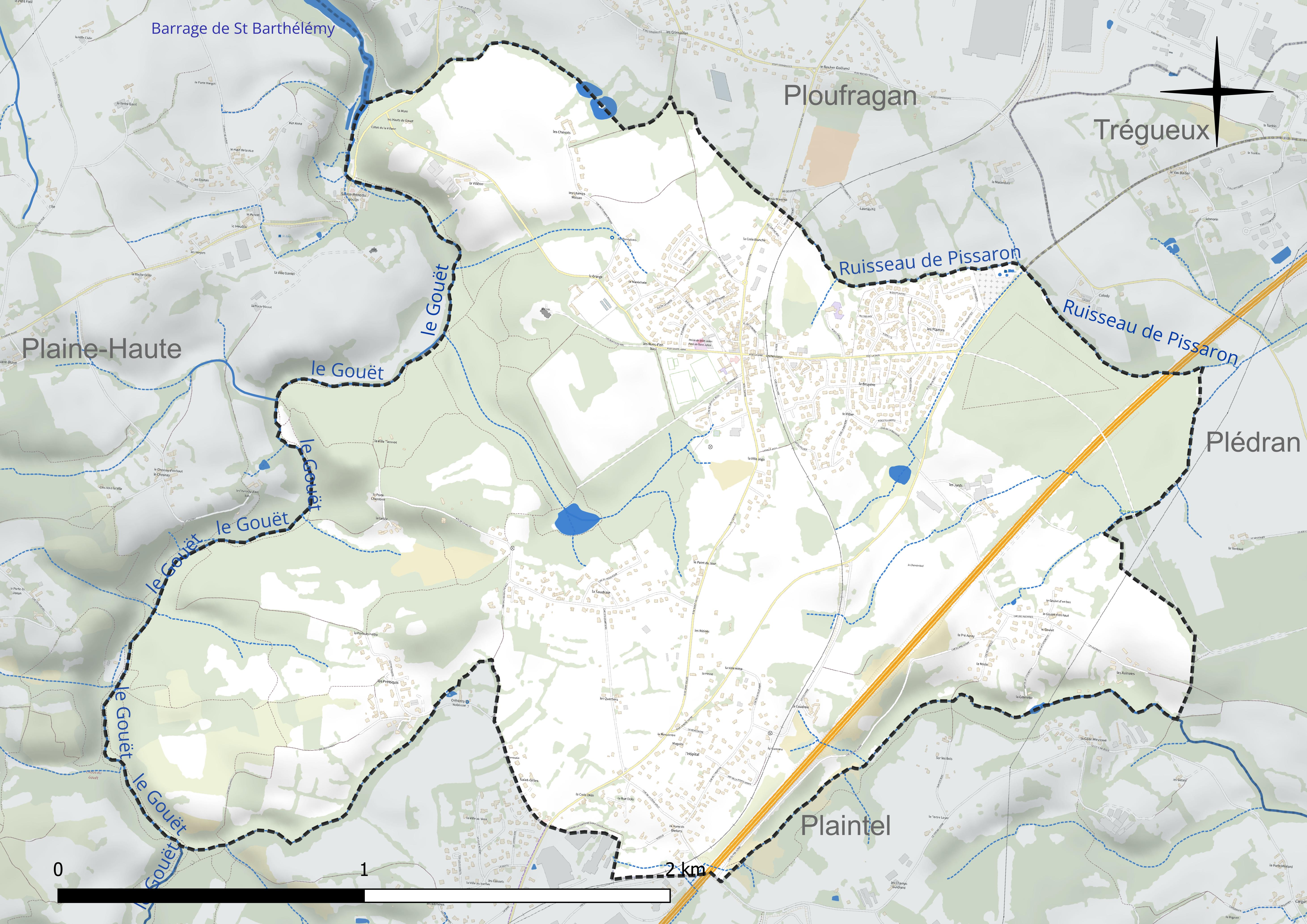
Réseau hydrographique de Saint-Julien.

### Climat
Pour des articles plus généraux, voir Climat de la Bretagne et Climat des Côtes-d'Armor.
En 2010, le climat de la commune est de type climat océanique franc, selon une étude du CNRS s'appuyant sur une série de données couvrant la période 1971-2000. En 2020, Météo-France publie une typologie des climats de la France métropolitaine dans laquelle la commune est exposée à un climat océanique et est dans la région climatique  Finistère nord, caractérisée par une pluviométrie élevée, des températures douces en hiver (6 °C), fraîches en été et des vents forts. Parallèlement l'observatoire de l'environnement en Bretagne publie en 2020 un zonage climatique de la région Bretagne, s'appuyant sur des données de Météo-France de 2009. La commune est, selon ce zonage, dans la zone « Intérieur  », exposée à un climat médian, à dominante océanique.  
Pour la période 1971-2000, la température annuelle moyenne est de 10,8 °C, avec  une amplitude thermique annuelle de 11,4 °C. Le cumul annuel moyen de précipitations est de 815 mm, avec 13,2 jours de précipitations en janvier et 6,7 jours en juillet. Pour la période 1991-2020, la température moyenne annuelle observée sur la station météorologique la plus proche, située sur la commune de Trémuson à 8 km à vol d'oiseau, est de 11,4 °C et le cumul annuel moyen de précipitations est de 757,3 mm,. Pour l'avenir, les paramètres climatiques de la commune estimés pour 2050 selon différents scénarios d’émission de gaz à effet de serre sont consultables sur un site dédié publié par Météo-France en novembre 2022.

## Urbanisme

### Typologie
Au 1er janvier 2024, Saint-Julien est catégorisée bourg rural, selon la nouvelle grille communale de densité à 7 niveaux définie par l'Insee en 2022.
Elle appartient à l'unité urbaine de Plaintel, une agglomération intra-départementale dont elle est une commune de la banlieue,. Par ailleurs la commune fait partie de l'aire d'attraction de Saint-Brieuc, dont elle est une commune de la couronne,. Cette aire, qui regroupe 51 communes, est catégorisée dans les aires de 200 000 à moins de 700 000 habitants,.

### Occupation des sols
L'occupation des sols de la commune, telle qu'elle ressort de la base de données européenne d’occupation biophysique des sols Corine Land Cover (CLC), est marquée par l'importance des territoires agricoles (53,2 % en 2018), en diminution par rapport à 1990 (60,1 %). La répartition détaillée en 2018 est la suivante : 
terres arables (35,8 %), forêts (28,8 %), zones urbanisées (17,8 %), zones agricoles hétérogènes (15,3 %), prairies (2,1 %), zones industrielles ou commerciales et réseaux de communication (0,3 %). L'évolution de l’occupation des sols de la commune et de ses infrastructures peut être observée sur les différentes représentations cartographiques du territoire : la carte de Cassini (XVIIIe siècle), la carte d'état-major (1820-1866) et les cartes ou photos aériennes de l'IGN pour la période actuelle (1950 à aujourd'hui).

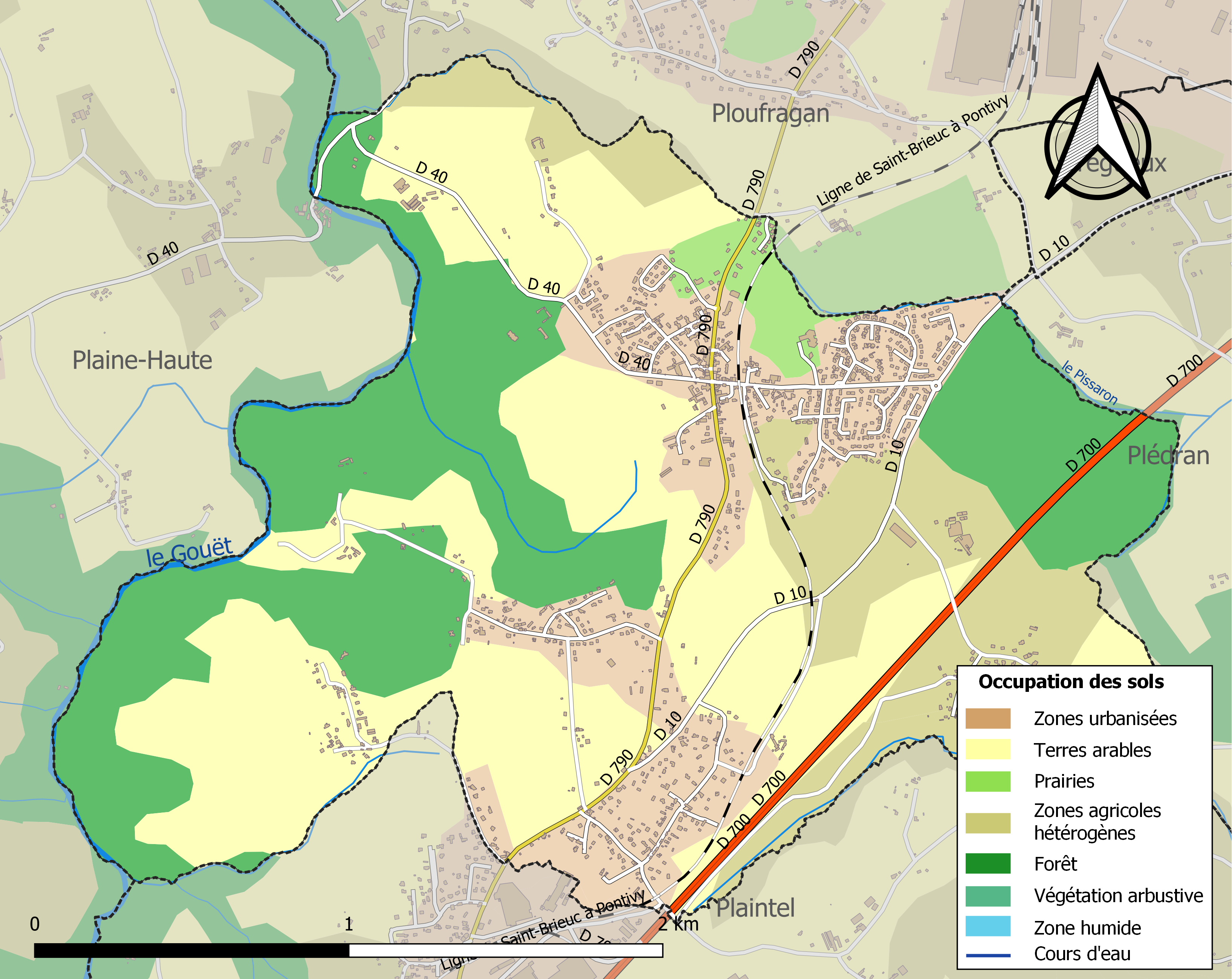
Carte des infrastructures et de l'occupation des sols de la commune en 2018 (CLC).

### Morphologie urbaine
La ville regroupe au centre la majeure partie de la population. Plusieurs hameaux sont dispersés dans la campagne.

## Politique et administration

### Liste des maires
| Période                                  | Période                  | Identité                       | Étiquette    | Qualité                |
| ---------------------------------------- | ------------------------ | ------------------------------ | ------------ | ---------------------- |
| 1919                                     | ca. 1947                 | Pierre de Couëssin du Boisriou |              | Maire honoraire        |
| mars 1959                                | mars 1971                | André Poulain                  |              |                        |
| mars 1971                                | mars 1983                | Guy Marchand (1928-2019)       |              |                        |
| mars 1983                                | février 2007 (démission) | Christian Nicolas              | RPR puis UMP | Courtier en assurances |
| mars 2007                                | 28 mai 2020              | Claude Blanchard               | DVD          | Fonctionnaire          |
| 28 mai 2020                              | En cours                 | Gaël Le Noane                  | DVG          | Technicien territorial |
| Les données manquantes sont à compléter. |                          |                                |              |                        |

## Démographie
Ses habitants sont appelés les Julianais.
L'évolution du nombre d'habitants est connue à travers les recensements de la population effectués dans la commune depuis 1793. Pour les communes de moins de 10 000 habitants, une enquête de recensement portant sur toute la population est réalisée tous les cinq ans, les populations de référence des années intermédiaires étant quant à elles estimées par interpolation ou extrapolation. Pour la commune, le premier recensement exhaustif entrant dans le cadre du nouveau dispositif a été réalisé en 2004.

En 2022, la commune comptait 2 072 habitants, en évolution de +0,53 % par rapport à 2016 (Côtes-d'Armor : +1,78 %, France hors Mayotte : +2,11 %).
| 1793 | 1800 | 1806 | 1821 | 1831 | 1836 | 1841 | 1846 | 1851 |
| ---- | ---- | ---- | ---- | ---- | ---- | ---- | ---- | ---- |
| 738  | 737  | 681  | 785  | 817  | 871  | 875  | 836  | 819  |

| 1856 | 1861 | 1866 | 1872 | 1876 | 1881 | 1886 | 1891 | 1896 |
| ---- | ---- | ---- | ---- | ---- | ---- | ---- | ---- | ---- |
| 830  | 759  | 742  | 755  | 730  | 712  | 743  | 698  | 712  |

| 1901 | 1906 | 1911 | 1921 | 1926 | 1931 | 1936 | 1946 | 1954 |
| ---- | ---- | ---- | ---- | ---- | ---- | ---- | ---- | ---- |
| 703  | 721  | 682  | 562  | 561  | 585  | 582  | 601  | 639  |

| 1962 | 1968 | 1975 | 1982  | 1990  | 1999  | 2004  | 2006  | 2009  |
| ---- | ---- | ---- | ----- | ----- | ----- | ----- | ----- | ----- |
| 599  | 738  | 893  | 1 508 | 1 747 | 1 755 | 1 872 | 1 881 | 2 002 |

| 2014  | 2019  | 2022  | - | - | - | - | - | - |
| ----- | ----- | ----- | - | - | - | - | - | - |
| 2 058 | 2 029 | 2 072 | - | - | - | - | - | - |

## Économie

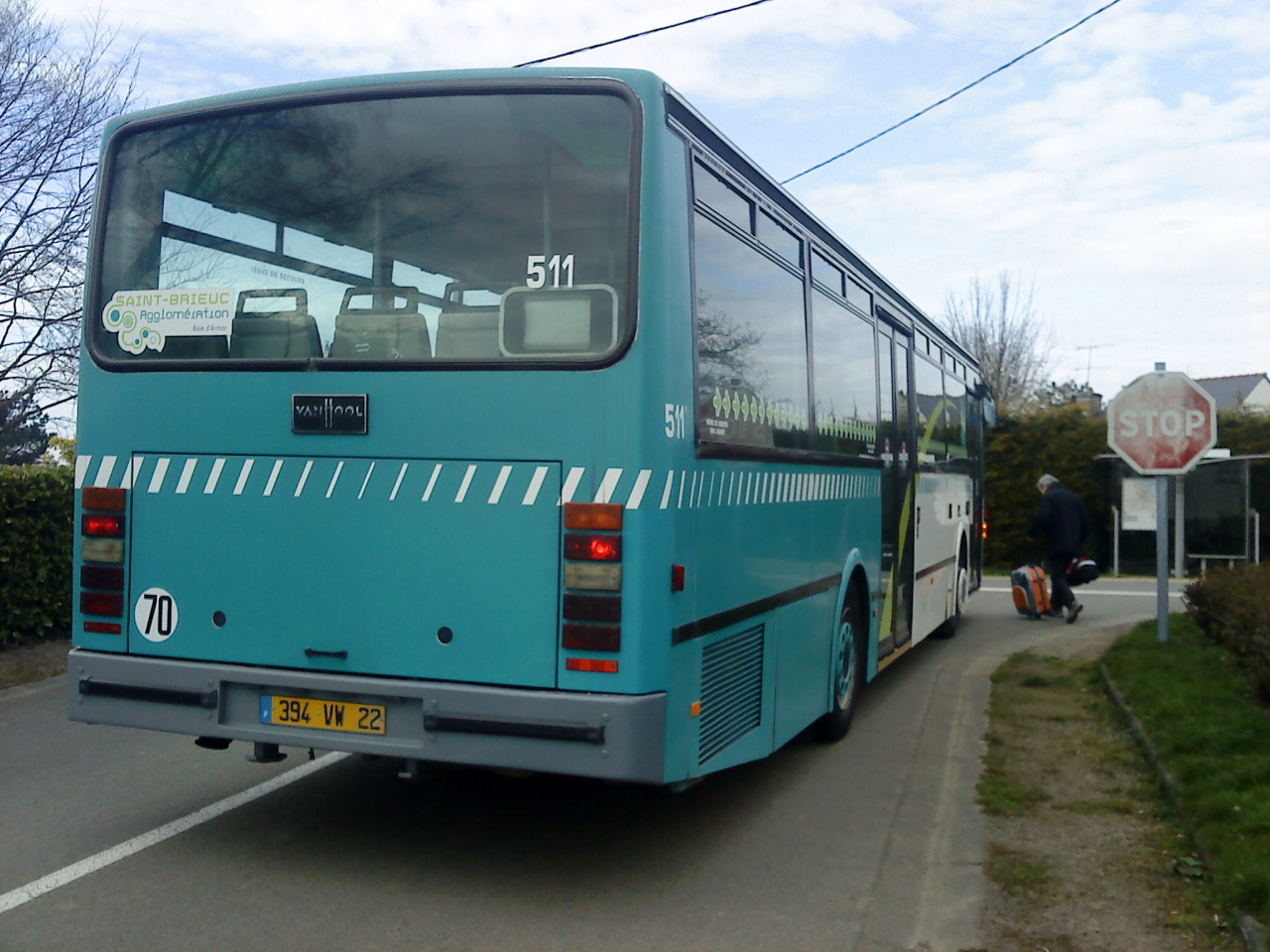

### Transports
Saint-Julien est relié au reste de l'agglomération du lundi au samedi grâce à la ligne 50 des Transports urbains briochins (TUB).

## Culture locale, patrimoine et tourisme
Pour toutes informations concernant la culture et le tourisme de la commune : article sur Wikivoyage.
- Le château de la Coste (XVIIIe et XIXe siècle)
- L'église Saint-Julien (XVIe et XVIIIe siècle)

## Personnalités liées à la commune
- Yelle (Julie Budet) : chanteuse ; habite à Saint-Julien.
- DJ Grand Marnier (Jan-François Perrier) : musicien ; habite à Saint-Julien
- Grand-Jean Geoffrey : champion de France de badminton.

## Galerie

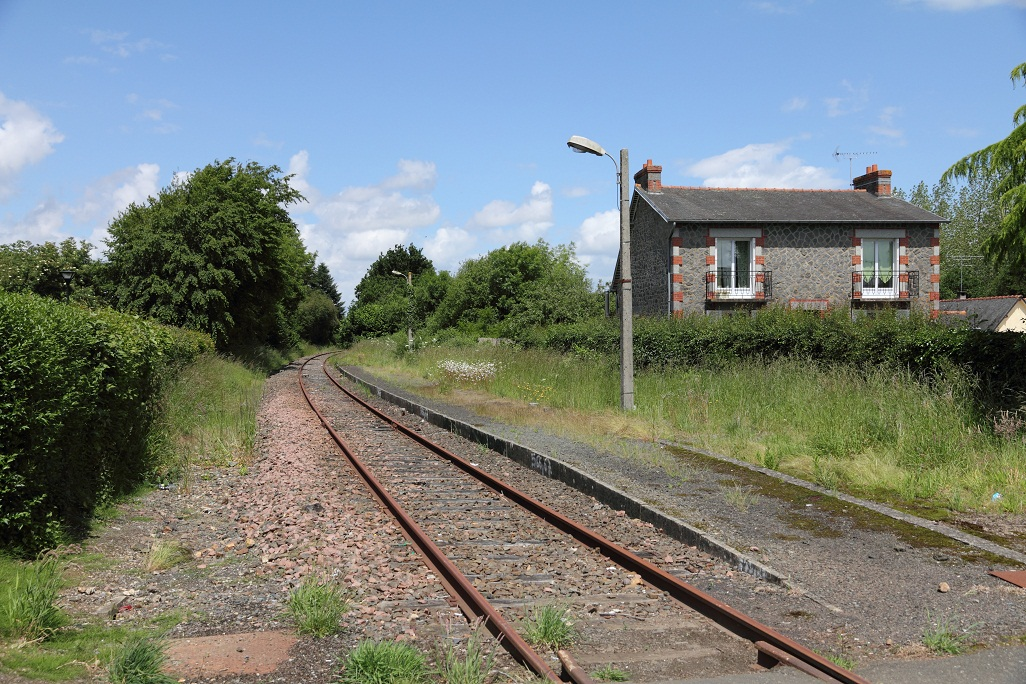
Ancienne gare